# La Pica (paroisse civile)
Pour les articles homonymes, voir La Pica.
La Pica est l'une des onze divisions territoriales et statistiques dont l'une des dix paroisses civiles de la municipalité de Maturín dans l'État de Monagas au Venezuela. Sa capitale est La Pica.